# Iggy Pop
Iggy Pop, eredeti nevén James Newell Osterberg, Jr (Muskegon, Michigan, USA, 1947. április 21. –) amerikai szólóénekes és a The Stooges együttes frontembere.

## Pályafutása
Zenei karrierjét dobosként kezdte különböző középiskolai zenekarokban. Egyiküket The Iguanasnak hívták, innen ered az Iggy név. Miután végigtapasztalta a helyi blues zenekarokat, otthagyta a Michigani Egyetemet és Chicagóba költözött, hogy az ottani zenével is megismerkedjen. A chicagói blues és olyan együttesek, mint a The Doors által megihletve létrehozta a The Stoogest, és felvette az Iggy Stooge nevet. A zenekarban Iggy énekelt, Ron Asheton gitározott, Ron testvére, Scotty Asheton dobolt és Dave Alexander basszusgitározott. Körülbelül két év elteltével, 1967-ben volt a bemutatkozó fellépésük Ann Arborben (Michigan, USA), ahol Iggy gyermekkorát töltötte.
Egy évvel ezután, 1968-ban elszerződtek az Elektra Recordshöz. A zenekar elkészítette első két albumát, és felvett három új tagot. A The Stooges első két albuma nem volt átütő siker (az igazsághoz hozzátartozik, hogy Iggy Pop egyetlen albuma vagy kislemeze sem jutott fel soha az első tízbe a listákon, azonban jelentős befolyása volt korának más zenekaraira). Az új tagok csatlakozása után azonban rövidesen feloszlott a zenekar Iggy egyre növekvő heroinfüggősége miatt.
David Bowie mentette meg Iggy Pop karrierjét. Segített neki felvenni következő albumát a The Stooges eredeti felállásával. A megjelenés után új tag került a zenekarba, és Bowie folytatta a támogatását, de Iggy drogproblémái továbbra sem szűntek meg. A The Stooges utolsó előadása a zenekar tagjai és egy motorosbanda közötti verekedéssel végződött, ezt később meg is örökítették Metallic KO című albumukon. Kábítószerrel való visszaélés miatt Iggy Pop karrierje megszakadt, és néhány évre a polcra került. A zenekar maradék tagjai kábítószer vagy alkohol miatt meghaltak, vagy más együttesekhez csatlakoztak.
Iggy folytatódó kábítószer-problémái ellenére David Bowie továbbra is támogatta őt. Mindketten Berlinbe költöztek. Iggy szerződést kötött az RCA-jel, és Bowie segített megírni és szponzorálni a The Idiot és a Lust for Life című albumokat. Bowie Iggy koncertjein is játszott billentyűn, néhány ilyen fellépést a TV Eye című album is megörökített. Bowie segített Iggynek a karrierjére koncentrálni. Pop ezután az Arista Records-höz szerződött, és több szólóalbumot is kiadott náluk.
Három év visszavonultsága alatt Iggy megszabadult heroinfüggőségétől és megházasodott. Új szólókarrierje mellett a színészet is érdekelni kezdte. Valójában már a The Stooges bemutatkozásával egy időben elkészítette bemutatkozó filmjét, de nem foglalkoztatta a színészet egészen eddig. A mai napig Iggy tizenhét filmben szerepelt, köztük Sid and Nancy, Cry-Baby, Halott ember, The Somewhere in California, Tank Girl, The Rugrats Movie, Snow Day, Cofee and Cigarettes – Vice, Tales from the Crypt, The Adventures of Pete & Pete és a Star Trek: Deep Space Nine (utóbbi egyik epizódjában a Yelgrun nevű karaktert játszotta). Iggyt bemutatták négy rock-dokumentumfilmben és dalokat írt tizennyolc filmhez, köztük a Crocodile Dundee-hoz és a Trainspottinghoz.
Számos filmszerepe mellett a zene is fontos volt Iggy számára ebben az időben. Még egy albumot megjelentetett David Bowie támogatásával és egy másikat pedig a Guns N’ Roses és a The B-52’s tagjaival. Két további szólóalbum után Iggy mostanában fejezte be következő albumát, amelyben közreműködött a Sum 41, Green Day és az eredeti The Stooges két további tagja. Vendégként fellépett Peaches Kick It című számában is.
2006. augusztus 15-én a Szigeten játszott.

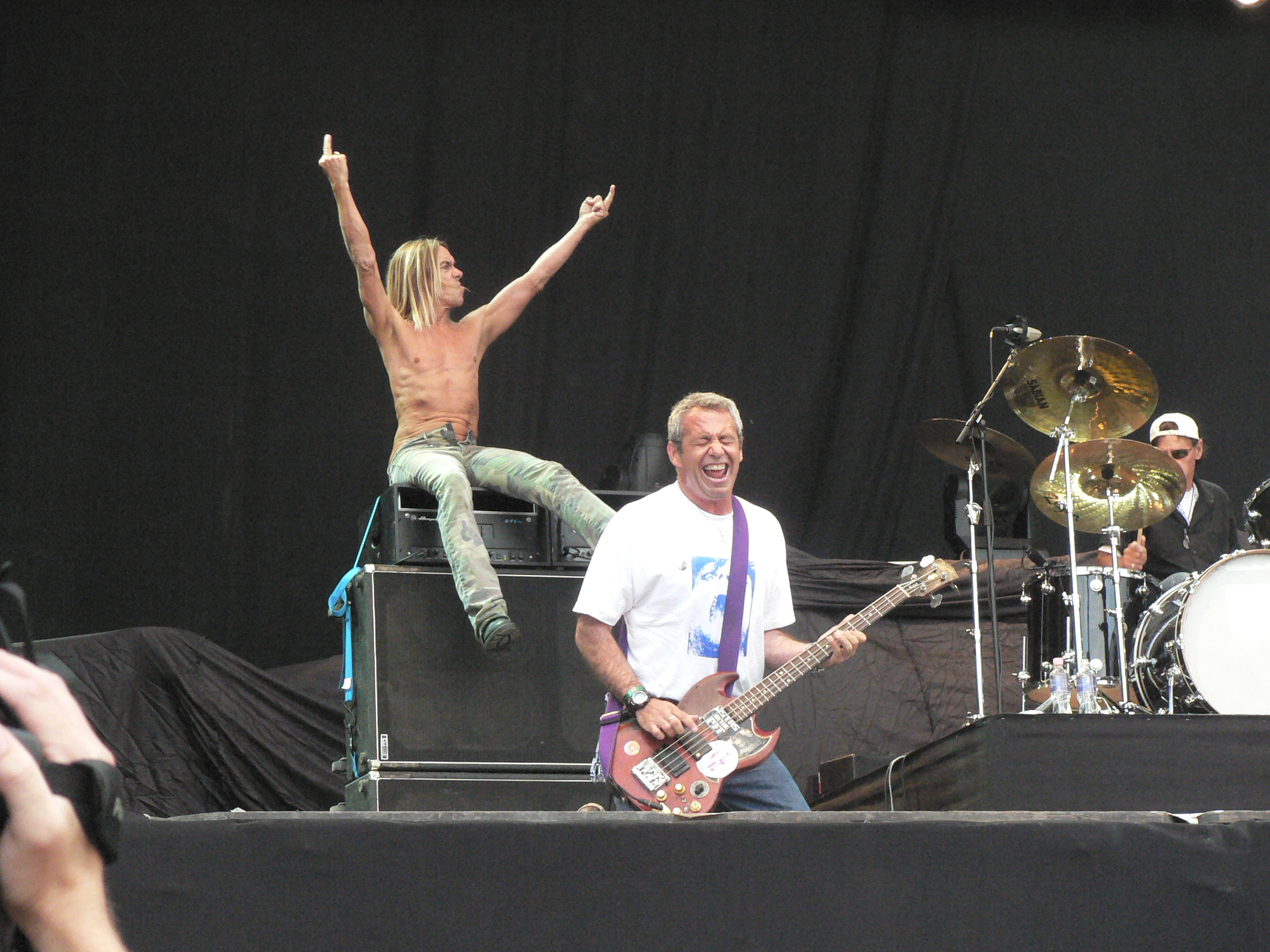
Iggy Pop a Szigeten - 2006. augusztus 15-én

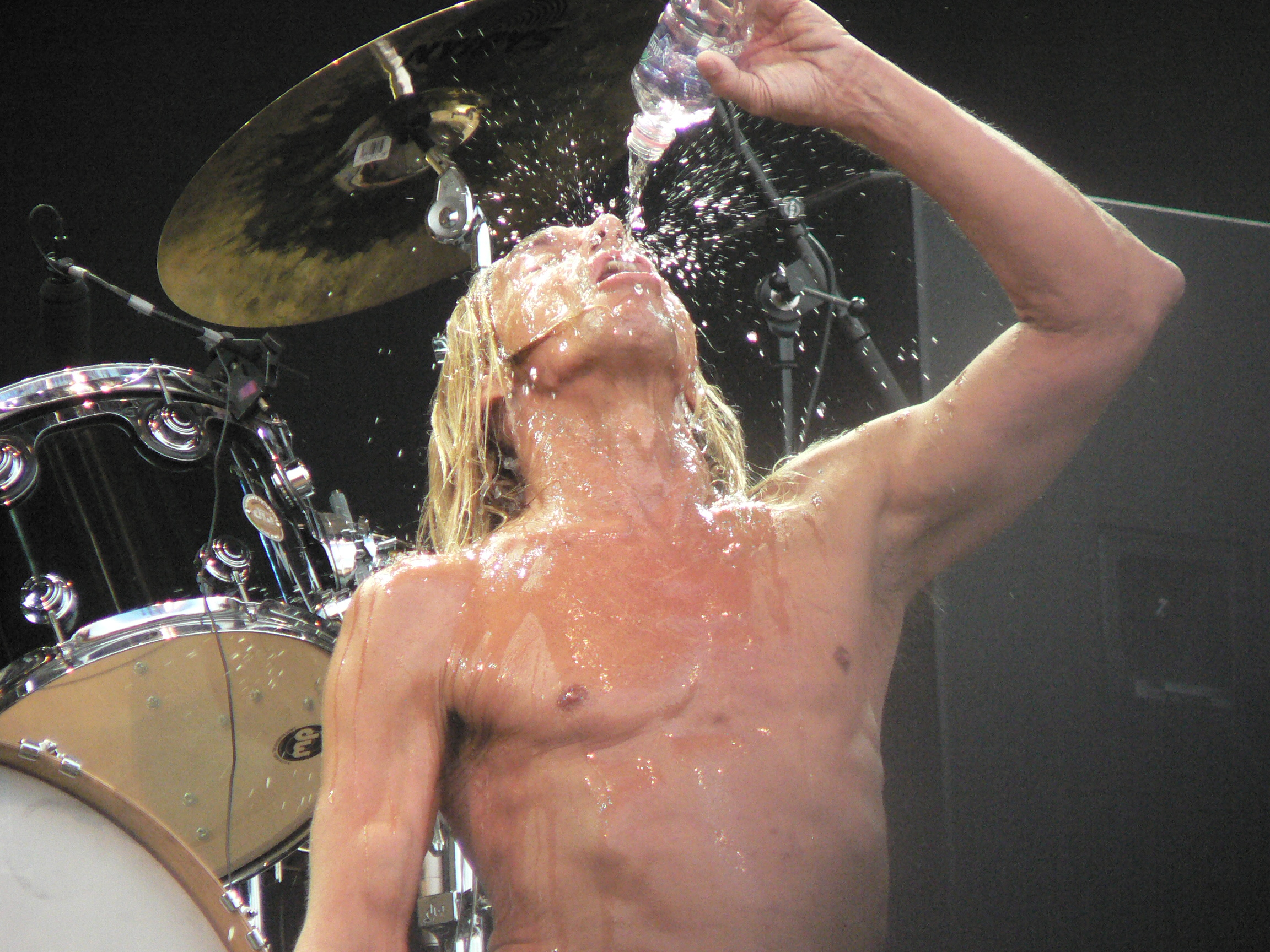
Iggy Pop a Szigeten - 2006. augusztus 15-én

## Lemezek

### The Stooges
- The Stooges (1969)
- Fun House (1970)
- Raw Power (1973)
- Metallic KO (1976)
- Skull Ring (2003)
- The Weirdness (2007)

### Szóló
- The Idiot (1977)
- Lust for Life (1977)
- New Values (1979)
- Soldier (1980)
- Party (1981)
- Zombie Birdhouse (1982)
- Blah Blah Blah (1986)
- Instinct (1988)
- Brick by Brick (1990)
- American Caesar (1993)
- Naughty Little Doggie (1995)
- Avenue B (1999)
- Beat 'Em Up (2001)
- Skull Ring (2003)
- Préliminaires (2009)
- Angle of the Dangle (2011)
- Après (2012)
- Post Pop Depression (2016)
- Free (2019)
- Every Loser (2023)

### James Williamsonal
- Kill City (1977)